# Elecciones municipales del Cuzco de 1993
Las elecciones municipales del Cusco de 1993 se llevaron a cabo el 29 de enero de 1993 para elegir al alcalde y al Concejo Provincial del Cusco para el periodo 1993-1995. La elección se celebró simultáneamente con elecciones municipales (provinciales y distritales) en todo el Perú.

## Sistema electoral
La Municipalidad Provincial del Cusco es el órgano administrativo y de gobierno de la provincia del Cusco. Está compuesta por el alcalde y el Concejo Provincial.
La votación del alcalde y el concejo se realiza en base al sufragio universal, que comprende a todos los ciudadanos nacionales mayores de dieciocho años, empadronados y residentes en la provincia del Cusco y en pleno goce de sus derechos políticos, así como a los ciudadanos no nacionales residentes y empadronados en la provincia del Cusco.
El Concejo Provincial del Cusco está compuesto por 19 regidores elegidos por sufragio directo para un período de tres (3) años, en forma conjunta con la elección del alcalde (quien lo preside). La votación es por lista cerrada y bloqueada. Se asigna a la lista ganadora los escaños según el método d'Hondt o la mitad más uno, lo que más le favorezca.

## Partidos y candidatos
A continuación se muestra una lista de los principales partidos y alianzas electorales que participaron en las elecciones:
| Candidatura | Candidatura | Partidos y alianzas | Candidatos | Candidatos                  | Ideología                                               | Ref. |
| ----------- | ----------- | --- | ---------- | --------------------------- | ------------------------------------------------------- | ---- |
|             | IU          | Lista - Izquierda Unida (IU) – Unión de Izquierda Revolucionaria (UNIR) – Partido Comunista Peruano (PCP) – Frente Obrero Campesino Estudiantil y Popular (FOCEP) |            | Bernardo Dolmos Vengoa      | Marxismo-leninismo Mariateguismo Socialismo democrático |      |
|             | APRA        | Lista - Partido Aprista Peruano (APRA) |            | Víctor Aspilcueta Carbonell | Aprismo                                                 |      |
|             | AP          | Lista - Acción Popular (AP) |            | Roberto Durand López        | Humanismo Nacionalismo cívico Reformismo                |      |
|             | FNTC        | Lista - Frente Nacional de Trabajadores y Campesinos (FNTC) |            | Julio Campana Concha        | Nacionalismo de izquierda Tahuantinsuyismo              |      |
|             | IND         | Lista - Lista Independiente Frente Unido |            | Daniel Estrada Pérez        | Localismo cusqueño Socialismo democrático               |      |
|             | IND         | Lista - Lista Independiente Cambio 93 |            | Raúl Salizar Saico          | Localismo cusqueño Fujimorismo                          |      |

Otros candidatos
| Partidos y alianzas | Partidos y alianzas                                          | Candidatos            |
| ------------------- | ------------------------------------------------------------ | --------------------- |
|                     | Lista Independiente Movimiento Independiente MODIRI FITRAC   | Julio Rosasco Gerkes  |
|                     | Lista Independiente Partido del Trabajo PADELT               | Ronald Cáceres Romero |
|                     | Lista Independiente Movimiento de Cambio y Desarrollo MOCADE | Eusebio Cuello Sosa   |

## Resultados

### Sumario general
|                        |                                                              |              |              |              |           |           |
| Partidos y coaliciones | Partidos y coaliciones                                       | Voto popular | Voto popular | Voto popular | Regidores | Regidores |
| Partidos y coaliciones | Partidos y coaliciones                                       | Votos        | %            | ±pp          | Total     | +/−       |
|                        | Lista Independiente Frente Unido                             | 49,696       | 62.19        | n/a          | 14        | n/a       |
|                        | Lista Independiente Cambio 93                                | 12,335       | 15.44        | n/a          | 3         | n/a       |
|                        | Izquierda Unida (IU)                                         | 8,633        | 10.80        | n/a          | 2         | n/a       |
|                        | Partido Aprista Peruano (APRA)                               | 3,312        | 4.14         | n/a          | 0         | n/a       |
|                        | Acción Popular (AP)                                          | 3,292        | 4.12         | n/a          | 0         | n/a       |
|                        | Lista Independiente Movimiento Independiente MODIRI FITRAC   | 1,276        | 1.60         | n/a          | 0         | n/a       |
|                        | Frente Nacional de Trabajadores y Campesinos (FNTC)          | 948          | 1.19         | n/a          | 0         | n/a       |
|                        | Lista Independiente Partido del Trabajo PADELT               | 289          | 0.36         | n/a          | 0         | n/a       |
|                        | Lista Independiente Movimiento de Cambio y Desarrollo MOCADE | 131          | 0.16         | n/a          | 0         | n/a       |
|                        |                                                              |              |              |              |           |           |
| Total                  | Total                                                        | 79,912       |              |              | 19        | n/a       |
|                        |                                                              |              |              |              |           |           |
| Votos válidos          | Votos válidos                                                | 79,912       | 83.36        | n/a          |           |           |
| Votos en blanco        | Votos en blanco                                              | 2,156        | 2.25         | n/a          |           |           |
| Votos nulos            | Votos nulos                                                  | 13,796       | 14.39        | n/a          |           |           |
| Votos emitidos         | Votos emitidos                                               | 95,864       | 61.10        | n/a          |           |           |
| Abstenciones           | Abstenciones                                                 | 61,042       | 38.90        | n/a          |           |           |
| Votantes registrados   | Votantes registrados                                         | 156,906      |              |              |           |           |
|                        |                                                              |              |              |              |           |           |
| Fuente:                |                                                              |              |              |              |           |           |

### Concejo Provincial del Cusco
| Cargo                         | Autoridad electa             | Partido político | Partido político                 |
| ----------------------------- | ---------------------------- | ---------------- | -------------------------------- |
| Alcalde Provincial del Cusco  | Daniel Estrada Pérez         |                  | Lista Independiente Frente Unido |
| Regidor Provincial del Cusco  | Julio Ochoa Santos           |                  | Lista Independiente Frente Unido |
| Regidor Provincial del Cusco  | Juvenal Silva Díaz           |                  | Lista Independiente Frente Unido |
| Regidor Provincial del Cusco  | Vidal Pino Zambrano          |                  | Lista Independiente Frente Unido |
| Regidor Provincial del Cusco  | Rubén Acurio Rivas           |                  | Lista Independiente Frente Unido |
| Regidor Provincial del Cusco  | Alcides Castillo Peña        |                  | Lista Independiente Frente Unido |
| Regidora Provincial del Cusco | Areli Aráoz Villasante       |                  | Lista Independiente Frente Unido |
| Regidor Provincial del Cusco  | José Béjar Quispe            |                  | Lista Independiente Frente Unido |
| Regidor Provincial del Cusco  | Carlos Milla Vidal           |                  | Lista Independiente Frente Unido |
| Regidor Provincial del Cusco  | Néstor Guevara Cusipaucar    |                  | Lista Independiente Frente Unido |
| Regidor Provincial del Cusco  | Iván del Castillo Gibaja     |                  | Lista Independiente Frente Unido |
| Regidor Provincial del Cusco  | Jaime Sivirichi Galiano      |                  | Lista Independiente Frente Unido |
| Regidor Provincial del Cusco  | Gustavo Vivanco Ortíz        |                  | Lista Independiente Frente Unido |
| Regidor Provincial del Cusco  | Eladio León Pino             |                  | Lista Independiente Frente Unido |
| Regidor Provincial del Cusco  | José Aparicio Rodríguez      |                  | Lista Independiente Frente Unido |
| Regidor Provincial del Cusco  | Jorge Zegarra Balcázar       |                  | Lista Independiente Cambio 93    |
| Regidor Provincial del Cusco  | Julio Quintanilla Loaiza     |                  | Lista Independiente Cambio 93    |
| Regidor Provincial del Cusco  | Mario Ruiz de Castilla Marín |                  | Lista Independiente Cambio 93    |
| Regidor Provincial del Cusco  | Elvio Miranda Zambrano       |                  | Izquierda Unida                  |
| Regidor Provincial del Cusco  | Pedro Challco Vizcarra       |                  | Izquierda Unida                  |

## Elecciones municipales distritales

### Resultados por distrito
La siguiente tabla enumera el control de los distritos de la provincia del Cusco. El cambio de mando de una organización política se resalta del color de ese partido.
| Distrito      | Alcalde(sa) titular        | Partido político           | Partido político           | Alcalde(sa) electo(a)       | Partido político | Partido político |
| ------------- | -------------------------- | -------------------------- | -------------------------- | --------------------------- | ---------------- | ---------------- |
| Ccorca        | Sin información disponible | Sin información disponible | Sin información disponible | Lucio Huamaní Huamaní       |                  | Frente Unido     |
| Poroy         | Sin información disponible | Sin información disponible | Sin información disponible | Jorge Oquendo Ortiz de Orué |                  | Frente Unido     |
| San Jerónimo  | Juan Atayupanqui Chamorro  |                            | Izquierda Unida            | Calixto Coanqui Quispe      |                  | Frente Unido     |
| San Sebastián | Sin información disponible | Sin información disponible | Sin información disponible | Juan Figueroa Serrano       |                  | Frente Unido     |
| Santiago      | Sin información disponible | Sin información disponible | Sin información disponible | Salomón Beisaga Layme       |                  | Frente Unido     |
| Saylla        | Sin información disponible | Sin información disponible | Sin información disponible | Vidal Victorio Vásquez      |                  | Frente Unido     |
| Wánchaq       | Sin información disponible | Sin información disponible | Sin información disponible | Zulema Arriola Farfán       |                  | Frente Unido     |